# ۶۶۱ (پیش از میلاد)
۶۶۱ (پیش از میلاد) ۶۶۱مین سال قبل از تقویم میلادی است.